# Naravni rezervat Tigrova Balka
Naravni rezervat Tigrova Balka je naravni rezervat v Tadžikistanu, ki leži ob sotočju rek Vakhš in Pandž, ki tvorita reko Amu Darjo. Razteza se na več kot 40 km od jugozahoda proti severovzhodu s površino 460 km2.
Pod naslovom Tugay forests of the Tigrovaya Balka Nature Reserve (Tugajski gozdovi naravnega rezervata Tigrova Balka) je vpisan na seznam naravne Unescove dediščine.

## Opis
Naravni rezervat Tigrova Balka je zaradi svoje velikosti in ekološke raznolikosti opisan kot najpomembnejši naravni rezervat v Srednji Aziji. Rezervat vključuje obsežne obrežne tugajske ekosisteme, peščeno puščavo Kaška-Kum, vrh Buritau in gore Hoddža-Kazijon. Posest je sestavljena iz niza poplavnih teras, pokritih z aluvialno prstjo, ki obsega rečne gozdove tugaj z zelo specifično biotsko raznovrstnostjo v dolini. Tugajski gozdovi v rezervatu predstavljajo največji in najbolj nedotaknjen tugajski gozd te vrste v Srednji Aziji in to je edino mesto na svetu, kjer je tugajski ekosistem azijskega topola ohranjen v prvotnem stanju na tako velikem območju.
Najvišje nadmorske višine dosegajo približno 1200 m. Podnebje je celinsko in suho, različni habitati Tigrove Balka obsegajo polpuščave, savani podobna travišča s pistacijami in tugajsko vegetacijo s topoli, rusko ali ozkolistno oljčico (Elaeagnus angustifolia) in visokimi travami.

## Živalstvo
Območje je bilo eno zadnjih utrdb kaspijskega ali bengalskega tigra (Panthera tigris tigris), katerega sledi so v rezervatu zadnjič videli leta 1953. Od danes je Tigrovaya Balka še vedno dom prvotnega glavnega plena tigra, redkega baktrijskega jelena (Cervus hanglu bactrianus). Druge večje vrste rezervata so progasta hijena, evrazijski šakal, džungelska mačka, divja svinja, golšasta gazela (Gazella subgutturosa), ježevec, vnesena nutrija, volk, navadna lisica in v hribih tudi urial.

### Ptice
BirdLife International je rezervat opredelil kot Mednarodno pomembno območje za ptice (IBA), ker podpira veliko število populacij različnih vrst ptic, bodisi kot gnezdilke bodisi kot prezimovalke ali selivke. Mednje sodijo tatarska žvižgavka (Netta rufina), pritlikavi kormoran, sokol plenilec, liska, navadni žerjav, mali duplar (Columba eversmanni), uahrica Otus brucei, egipčanska podhujka (Caprimulgus aegyptius), žolna Dendrocopos leucopterus, krokar Corvus ruficollis, velika sinica, puščavski škrjanec (Ammomanes deserti), Scotocerca inquieta, Iduna rama, penica Curruca nana, vrabec Passer ammodendri in ščinkavec Rhodospiza obsoleta.